# Organo della chiesa di San Michele a Corsanico

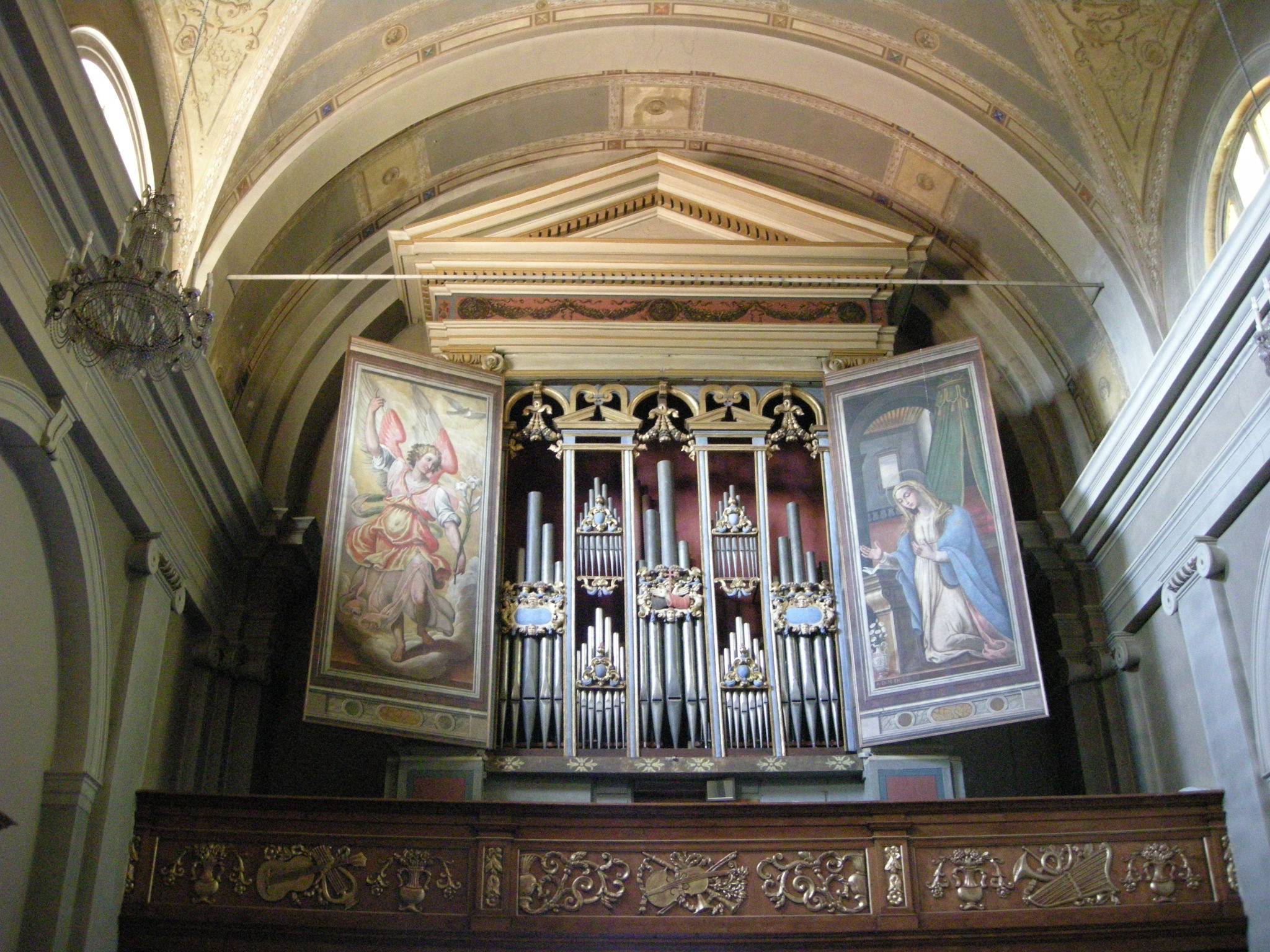
L'organo della chiesa di San Michele a Corsanico

L'organo della chiesa di San Michele a Corsanico è un pregevole strumento di carattere storico, costruito dal veneziano Vincenzo Colonna nel primo decennio del XVII secolo e successivamente più volte modificato e restaurato da vari organari.
Lo strumento è oggetto di un'importante stagione concertistica organizzata ogni anno dall'associazione culturale Amici della Musica d'Organo Vincenzo Colonna.

## Storia
Lo strumento attualmente situato nella chiesa parrocchiale di San Michele a Corsanico, frazione del comune di Massarosa, in provincia di Lucca, venne costruito tra il 1602 e il 1606 dall'organaro veneziano Vincenzo Colonna per la chiesa di San Francesco a Lucca e venne pagato 380 scudi d'oro. Lo strumento, collocato sulla cantoria alla destra del presbiterio, era alimentato da quattro mantici ed aveva la seguente disposizione fonica:
| Manuale - Ripieno |     |
| Principale        | 10' |
| Ottava            |     |
| XV                |     |
| XIX               |     |
| XXII              |     |
| XXIV              |     |
| XXIV              |     |

| Manuale - Concerto |
| XII                |
| Flauto in VIII     |

Successivamente, lo strumento fu oggetto di diversi interventi: nel 1672 vennero sostituiti i mantici probabilmente da Domenico Cacioli; nel 1722 Bartolomeo Stefanini operò alcune modifiche e agli inizi del XIX secolo Michelangelo Paoli aggiunse alcuni registri secondo i gusti musicali dell'epoca.
La chiesa di San Francesco fu indemaniata nel 1840 e chiusa al culto; nel 1886 insieme all'annesso convento francescano venne trasformata in caserma e i suoi beni requisiti. Nel 1885 l'organo a canne venne messo all'asta che fu aggiudicato per 1.015,10 lire al corsanichese Annibale Ceragioli il quale poi lo avrebbe ceduto, per non incorrere nella scomunica di papa Pio IX contro chi avesse acquisito i beni requisiti, ad un comitato paesano, che successivamente cedette qualsiasi diritto sullo strumento alla chiesa di San Michele; solo nel 1934, in seguito ai Patti Lateranensi, la proprietà dello stesso divenne piena ed effettiva in seguito ad un versamento di 2.000 lire ai frati di San Francesco in Lucca i quali, fino ad allora, avrebbero potuto richiedere indietro l'organo in quanto acquisito in seguito all'alienazione dei beni ecclesiastici.
Nella nuova sede l'organo fu oggetto di un primo intervento di restauro nel 1886, terminato con il concerto d'inaugurazione tenuto da Giacomo Puccini, ed un secondo nel 1899 ad opera di Filippo III Tronci (opus 1196), il quale ridisegnò l'intera fonica dello strumento che successivamente rimase inalterata.
Nel 1981 l'organo è stato oggetto di un restauro conservativo relativo alla parte fonica eseguito dall'organaro padovano Alfredo Piccinelli; un nuovo restauro è stato effettuato nel 2005 da Riccardo Lorenzini (parte fonica), dalla ditta C. & R. Conservazione & Restauro (cassa) e da Marco Gazzi (dipinti delle portelle).

## Descrizione

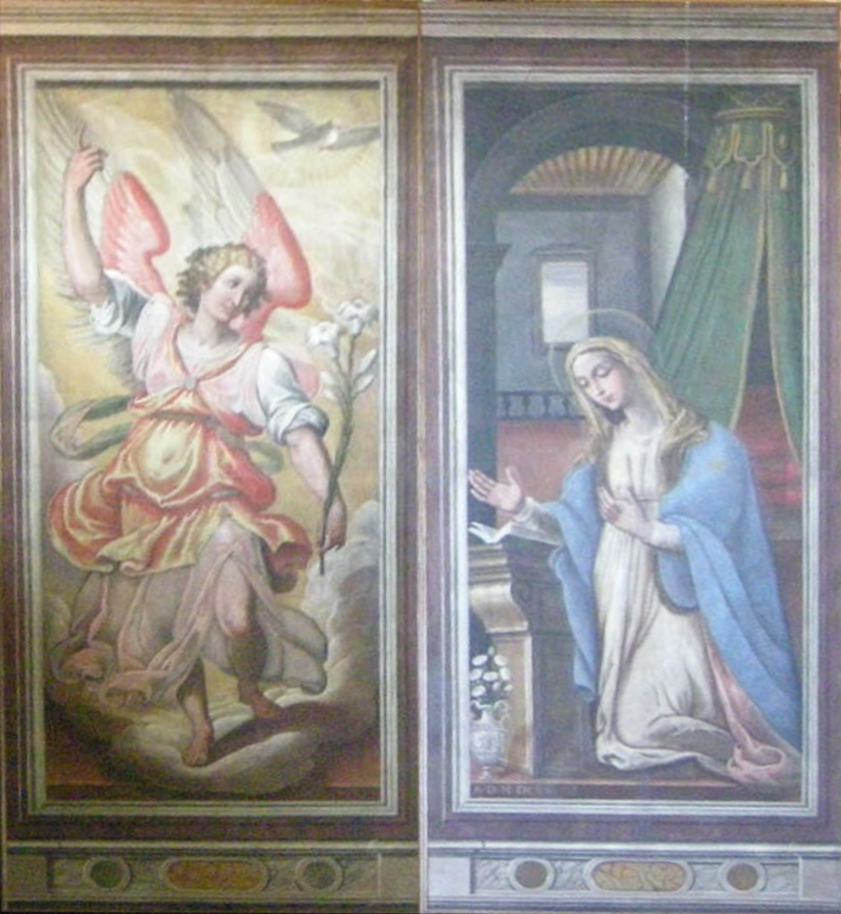
Annunciazione sulla parte interna delle portelle

L'organo è situato sulla cantoria in controfacciata, caratterizzata da una balaustra decorata con bassorilievi dorati raffiguranti decorazioni floreali e strumenti musicali.
Lo strumento è racchiuso all'interno della cassa originaria, coronata da un timpano triangolare idealmente sorretta da due lesene ioniche con capitello dorato. Tra queste ultime si trova la mostra, composta da canne settecentesche di Principale 16' in cinque campi, con quattro organetti morti; essa è chiusa da due portelle dipinte all'interno con l'Annunciazione e all'esterno con san Francesco d'Assisi (a sinistra) e san Bernardino da Siena (a destra).
L'organo è a trasmissione integralmente meccanica sospesa e dispone di 896 canne (escluso il timpano):
- 225 sono del XVII secolo e costituiscono gran parte del ripieno e del Flauto in ottava 4';
- 82 sono del XVIII secolo e costituiscono anche la mostra;
- 556 sono del XIX secolo, relative ai registri di concerto;
- 29 risalgono al restauro del 1981.

La consolle è a finestra, posta al centro del basamento della cassa; essa dispone di un'unica tastiera di 56 note con prima ottava cromatica estesa (spezzatura Bassi/Soprani a Mi3/Fa3) e pedaliera a leggio di 17 note (solo le prime 12 sono reali), con i registri azionati da manette a scorrimento laterale poste su due colonne alla destra della tastiera, con la seguente disposizione fonica:
| Colonna di sinistra - Concerto |                 |
| Bombarde                       | 16' (al Pedale) |
| Trombe                         | 8' Bassi        |
| Trombe                         | 8' Soprani      |
| Clarone                        | 4' Bassi        |
| Oboe                           | 8' Soprani      |
| Fagotto                        | 8' Bassi        |
| Cornetto                       | 3 file Soprani  |
| Ottavino                       | 2' Soprani      |
| Regale                         | 8' Intero       |
| Viola                          | 4' Bassi        |
| Terza mano                     | Soprani         |
| Campanelli                     |                 |

| Colonna di destra - Ripieno |                    |
| Principale                  | 16'                |
| Principale                  | 8' Bassi           |
| Principale                  | 8' Soprani         |
| Ottava                      | 4' Bassi           |
| Ottava                      | 4' Soprani         |
| Decimaquinta                | 2'                 |
| Ripieno                     | 4 file             |
| Flauto in ottava            | 4'                 |
| Voce umana                  | 8' Soprani         |
| Salicionale                 | 8'                 |
| Contrabbassi e bassi        | 16'+8' (al Pedale) |

| Accessori |
| Polisire  |
| Tirapieno |
| Timpano   |
| Usignoli  |
| Banda     |

1. ↑  da Fa3 a Sol5
2. ↑  da Do2
3. ↑  a pedaletto